# 马尔科姆·库珀
马尔科姆·道格拉斯·库珀（英語：Malcolm Douglas Cooper，1947年12月20日—2001年6月9日），MBE，生于萨里郡坎伯利，英国射击运动员，精密國際的创办人。截至2010年，他是唯一一个在两届奥运会的50米步枪三姿比赛上获得金牌的射击运动员。

## 生平
马尔科姆·库珀1947年出生于英国萨里郡坎伯利，1974年，与曾是英国女子射击比赛冠军的莎拉·罗宾逊（Sarah Robinson）结婚，没有生育子女。库珀一生中曾收获149面奖牌，其中61面是在奥运会、欧锦赛和世锦赛中获得的；他也曾17次打破或平世界纪录。1984年库珀被授予大英帝國勳章。1991年退出运动员生涯后，专注发展他的公司，使公司在1998年获颁英国女皇企业奖。2001年6月9日，死于西萨塞克斯郡伊斯特盖特的家中，享年54岁。

## 奥运会成绩
库珀曾参与四届奥运会的射击比赛。
| 奥运会成绩    | 奥运会成绩    | 奥运会成绩    | 奥运会成绩                 | 奥运会成绩         |
| 奥运会        | 1972年        | 1976年        | 1984年                     | 1988年             |
| ------------- | ------------- | ------------- | -------------------------- | ------------------ |
| 50米步枪三姿  | 第18名 1141环 | 第18名 1140环 | 冠军 · 1173环 · 前世界纪录 | 冠军 · 1180+99.3环 |
| 50米步枪卧射  | —             | —             | —                          | 第36名 592环       |
| 10米气步枪    | —             | —             | 第15名 579环               | —                  |
| 300米步枪三姿 | 第12名 1139环 | —             | —                          | —                  |